# Acanthomenexenus horrida
Acanthomenexenus horrida är en insektsart som först beskrevs av Brunner von Wattenwyl 1907.  Acanthomenexenus horrida ingår i släktet Acanthomenexenus och familjen Phasmatidae. Inga underarter finns listade i Catalogue of Life.